# Benitagla
Benitagla ist ein Ort und eine spanische Gemeinde in der Comarca Filabres-Tabernas der Provinz Almería in der Autonomen Gemeinschaft Andalusien. Die Bevölkerung von Benitagla betrug 2024 aus 60 Einwohnern.

## Geografie
Benitagla liegt im Landesinneren der Provinz Almería in einer Höhe von ca. 950 m. Die Provinzhauptstadt Almería liegt in etwa 57 Kilometer südsüdwestlicher Entfernung. 

## Bevölkerungsentwicklung
| Jahr      | 1970 | 1981 | 1991 | 2001 | 2011 | 2021 |
| Einwohner | 173  | 122  | 117  | 89   | 84   | 59   |

## Sehenswürdigkeiten
- Burgruine (El Castillico)
- Marienkirche (Iglesia de San Juan y de la Virgen de la Piedad)

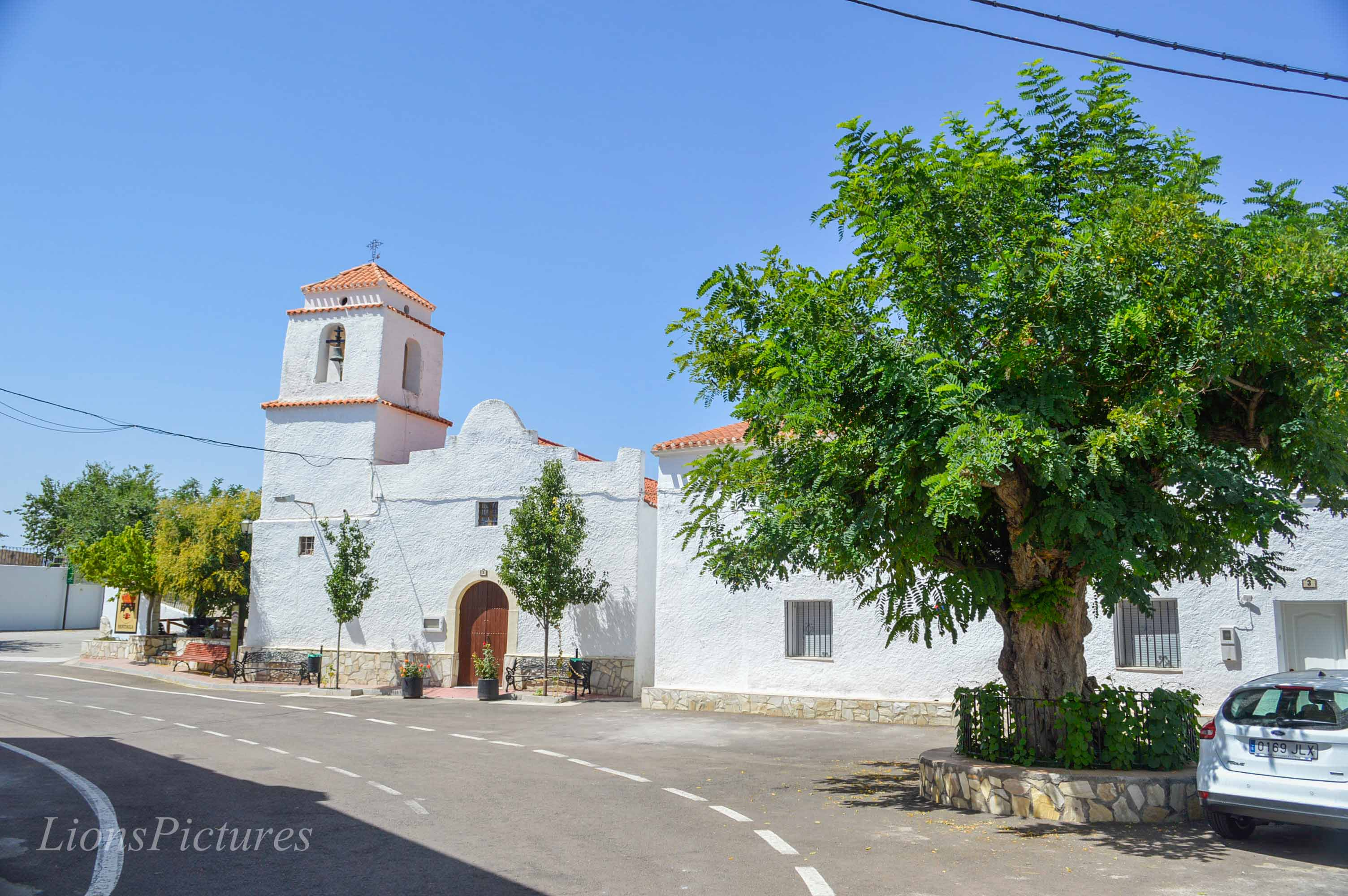
Marienkirche